# 本杰明·西格里斯特
本杰明·西格里斯特（德語：Benjamin Siegrist，1992年1月31日—）是瑞士籍足球運動員，司職守門員，現效力意甲球隊熱拿亞（羅馬尼亞足球甲級聯賽球隊布加勒斯特迅速外借）。他曾出戰2009年U17世界盃足球賽，獲得冠軍及金手套獎。

## 球會生涯
阿士東維拉
西格里斯特在家鄉巴素爾展開球員生涯，年滿17歲便與阿士東維拉簽約為職員球員，參加預備隊賽事。他協助球隊打進2009－10年英格蘭足總青年盃決賽（2－3落敗給車路士）和贏得2011－12年度英格蘭足球預備組超級聯賽南區冠軍。

## 國際賽
西格里斯特是瑞士U17、U18、U19、U21和U23的成員，他曾出戰2009年在尼日利亞舉行的U17世界盃足球賽，並獲得冠軍及金手套獎。在2012年倫敦奧運足球比賽中，他被徵召為迭戈·貝納利奧的後備門將。

## 個人生活
西格里斯特有一姊姊，比他年長6歲。

## 榮譽

### 球會
阿士東維拉
- 英格蘭足球預備組超級聯賽南區: 2011－12冠軍

### 國家隊
瑞士
- U17世界盃足球賽： 2009冠軍

### 個人
- U17世界盃足球賽：2009金手套獎